# 自由广场 (巴库)
自由广场是巴库最大的城市广场。它与巴库大道相邻。
该广场一开始以弗拉基米尔·列宁命名，建于1960至1970年代。除了广场，巴库政府还建了环绕广场本身的阿塞拜疆酒店、Absheron酒店。D.M. Garyaghdi雕塑的列宁像在1990年代早期的阿塞拜疆独立运动开始、黑色一月惨案发生后被拆除。1991年苏联解体后改为今名。